# Krakatit (sloučenina)
Krakatit je fiktivní výbušnina ze stejnojmenného románu Krakatit českého spisovatele Karla Čapka.

## Složení
Složení a struktura Krakatitu je nejistá. Z textu vyplývá, že jde o sloučeninu argonu („tetrargon“) a že ve vzorci figurují dva atomy olova. Čtenářova hypotéza, že by mohlo jít o binární sloučeninu Pb2Ar4, je vyvrácena později, kdy se uvádí, že jde o „tetrargon jisté olovnaté soli“.:s.93
Konkrétní složení však v románu nehraje zásadní roli.

## Syntéza
Příprava Krakatitu probíhá neupřesněným způsobem, za působení vysokofrekvenční oscilace resp. proudu.

## Vlastnosti
Krakatit je poměrně stálá sloučenina. Při zapálení hoří. Exploduje působením vysokofrekvenčního elektromagnetického záření blíže neurčených parametrů.